# Plocepasser rufoscapulatus
Plocepasser rufoscapulatus là một loài chim trong họ Ploceidae.
Loài chim này được tìm thấy ở phía nam châu Phi từ Angola và miền nam Cộng hòa Dân chủ Congo đến Zambia và Malawi.